# Серкиз
Серки́з (Черки́з, в крещении Ива́н; XIV век) — родоначальник Старковых, согласно семейным преданиям позднейшего времени — царевич из Золотой Орды.

## Биография
По документам XIV века существование Серкиза не прослеживается. Согласно Государеву родословцу, царевич из Большой орды по имени Серкиз (Черкиз) выехал с многочисленным войском и провизией на Русскую службу к великому князю Дмитрию Ивановичу Донскому. Царевич был крещён под именем Иван.
По мнению С. Б. Веселовского, выезд следует относить к концу 60-х — началу 70-х годов XIV века. Причиной для выезда могла послужить ситуация в Золотой Орде, которая сложилась в середине XIV века, а также личная вражда темника Мамая с юным Серкизом. 
Дмитрий Иванович наделил царевича волостями, угодьями на территории современной Московской области, четыре селения в честь него получили название Черкизово.

## Брак и дети
Имя жены Серкиза не известно. Дети:
- Андрей (ум. 1380)

## Родословная роспись Старковых
Приехал к великому князю Дмитрию Ивановичу Донскому из Большой Орды царевич Серкиз, да и крестился. А у Серкиза сын Андрей. У Андрея у Серкиза было два сына: Федор бездетен, да Федор Старко. А у Федора сын Иван, а у Ивана дети: Иван да Никон бездетен. А у Алексея дети Иван да Василей. А у Василия сын Федор. А у Федора дети Иван Бородавица да Михайло.